# Hans Gerle

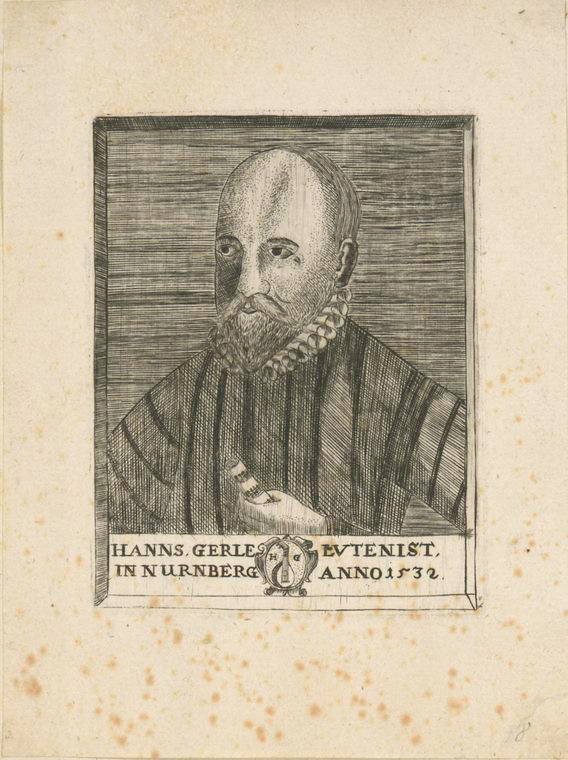
Porträt Hans Gerles in einem zeitgenössischen Holzschnitt

Hans Gerle der Ältere (* vor oder um 1500 in Nürnberg; † 1554 ebenda) war ein deutscher Lautenist, Lautenbauer und Komponist der Renaissance.
Er war vermutlich der Sohn des bekanntesten Lautenmachers Nürnbergs, Conrad Gerle (um 1445 bis 1521), und setzte die Tradition der Familie fort.
Er war ein sehr guter und über die Grenzen Nürnbergs hinaus bekannter Lautenist und veröffentlichte durch Hieronymus Formschneider in den Jahren 1532, 1533 und 1552 drei Bände mit Lautenmusik, wobei Gerle die Tonsetzer seiner Vorlagen für die Intavolierungen der deutschen Lieder nicht nennt. Der erste Band enthält Anleitungen zum Spiel der Laute, der Viola da Gamba und für die Rebec, sowie Anleitungen zum Lesen der von ihm benutzten sogenannten deutschen Tabulatur. Es enthält (wie durch Vergleich ermittelt werden konnte) vornehmlich Stücke von deutschen Komponisten wie Paul Hofhaimer, Heinrich Isaac, Ludwig Senfl, Thomas Stoltzer und Johann Walter. Die Priambel ist (in einfacherer Form) in einer Unterweisung bei Hans Judenkünig aus dem Jahr 1523 greifbar. Der zweite Band für Laute enthält Stücke der Komponisten Hayne van Ghizeghem, Heinrich Isaac, Jacob Obrecht, Josquin des Prez, sowie von Jean Mouton, Claudin de Sermisy, Adrian Willaert und Ludwig Senfl. Das dritte Buch enthält vornehmlich Übertragungen von Stücken, die vorher nur in italienischer Tabulatur erhältlich waren. Enthalten sind hier Werke von Domenico Bianchini, Pietro Paolo Borrono, Giovanni Maria da Crema (1492–1550), Simon Gintzler, Antonio Rotta, Francesco Canova da Milano und Alberto da Ripa.

## Werk
- Musica Teutsch / auf die Instrument der großen unnd kleynen Geygen / auch Lautten. Erschienen in drei Auflagen:
  - 1532 Musica Teusch, auf die Instrument der grossen unnd kleinen Geygen, auch Lautten.
  - 1533 Tabulatur auff die Laudten.
  - 1546 Musica und Tabulatur, auff die Instrument der kleinen und großen Geygen, auch Lautten […]. Hrsg. von Hans Gerle. H. Formschneyder, Nürnberg (stark erweitere Auflage).
- 1552 Eyn newes sehr künstlichs Lautenbuch […]. H. Formschneyder, Nürnberg.